# Retablos dorados de Nueva España

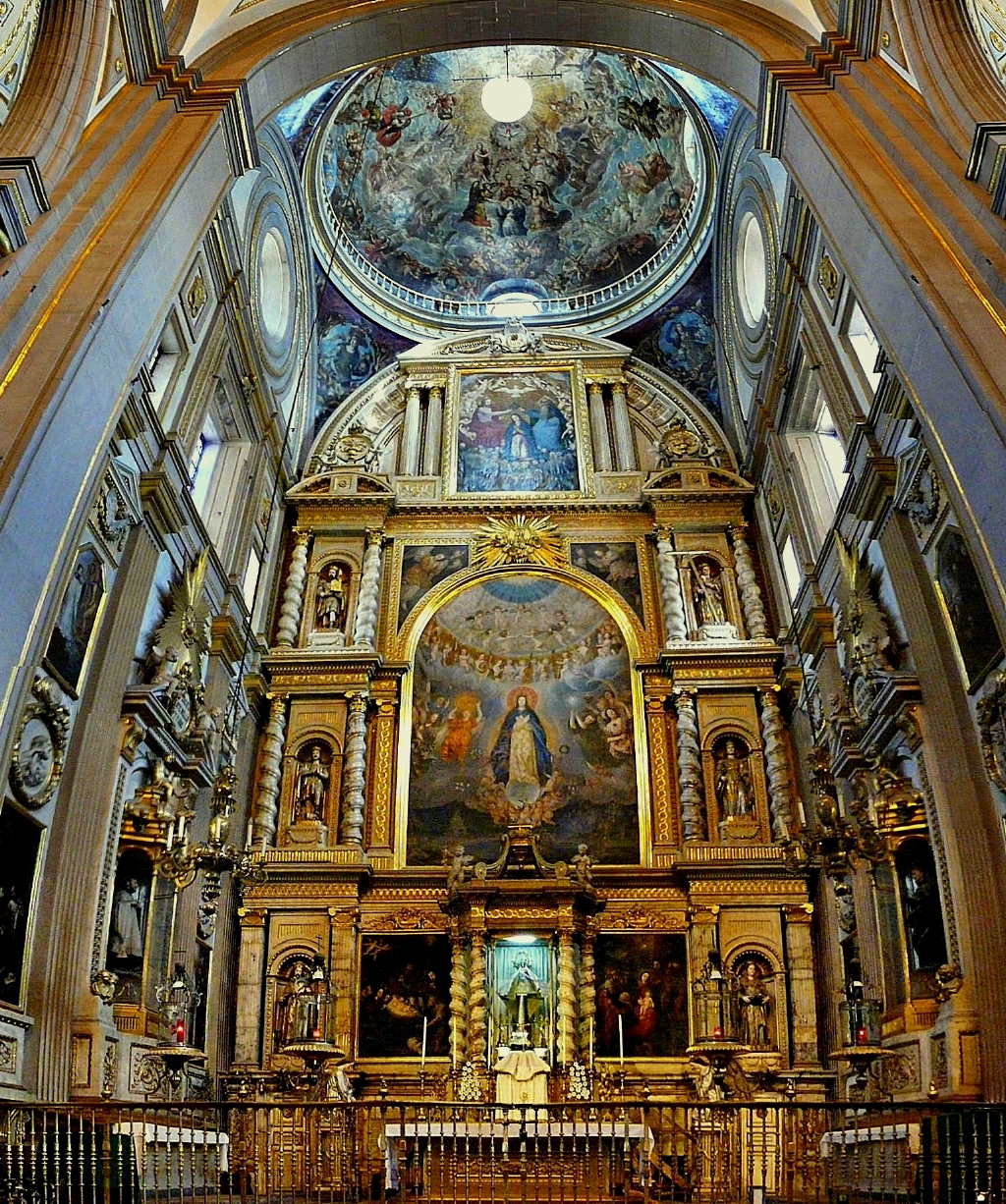
Altar de los Reyes en la Catedral de Puebla

Los Retablos dorados de Nueva España o retablos novohispanos son los altares de los templos católicos ubicados en México, Guatemala, y Honduras, y que fueron realizados durante el periodo colonial entre los siglos XVI y XVIII. Estos altares, especialmente los del periodo tardío o Barroco mexicano, se caracterizaron por la profusión de sus adornos, así como por una innovación decorativa, que fue la pilastra estípite.

## Materiales y función
Un retablo es una estructura arquitectónica, pictórica y escultórica que se sitúa en los altares de los templos católicos, los cuales pueden ser de diversos materiales, pero en el contexto de la Nueva España, solían hacerse de madera dorada en detrimento de otros materiales como el mármol en la retablística Italiana. Se alzan sobre el muro en el que se apoya el altar del templo, y contiene esculturas y/o pinturas con representaciones sagradas.
Para realizar un retablo, se requería del trabajo de diferentes artesanos, desde carpinteros, ensambladores, escultores, pintores de imagenería y pintores doradores, aprendices, maestros oficiales, lo que hacía que su manufactura fuera muy costosa. El Retablo de los Reyes de la Catedral Metropolitana tuvo un costo de treinta y cinco mil pesos, de los cuales, al pintor de la imagenería, Cristóbal de Villalpando, le correspondieron dos mil trescientos pesos; una suma considerable para la época.
Los retablos en la Nueva España tenían una función decorativa y didáctica, y reemplazaron a la pintura mural de principios de la colonia. Los retablos relatan, sobre todo, la historia de la Iglesia, y sus elementos (las esculturas y pinturas) estaban al servicio de dicha función. La estructura reticular solía ser sencilla, en la que se situaban a los santos, los relieves y pinturas realizadas sobre tela o tabla. Los retablos renacentistas solían estar escasamente decorados, pero los salomónicos se volvieron mucho más decorados y suntuosos.

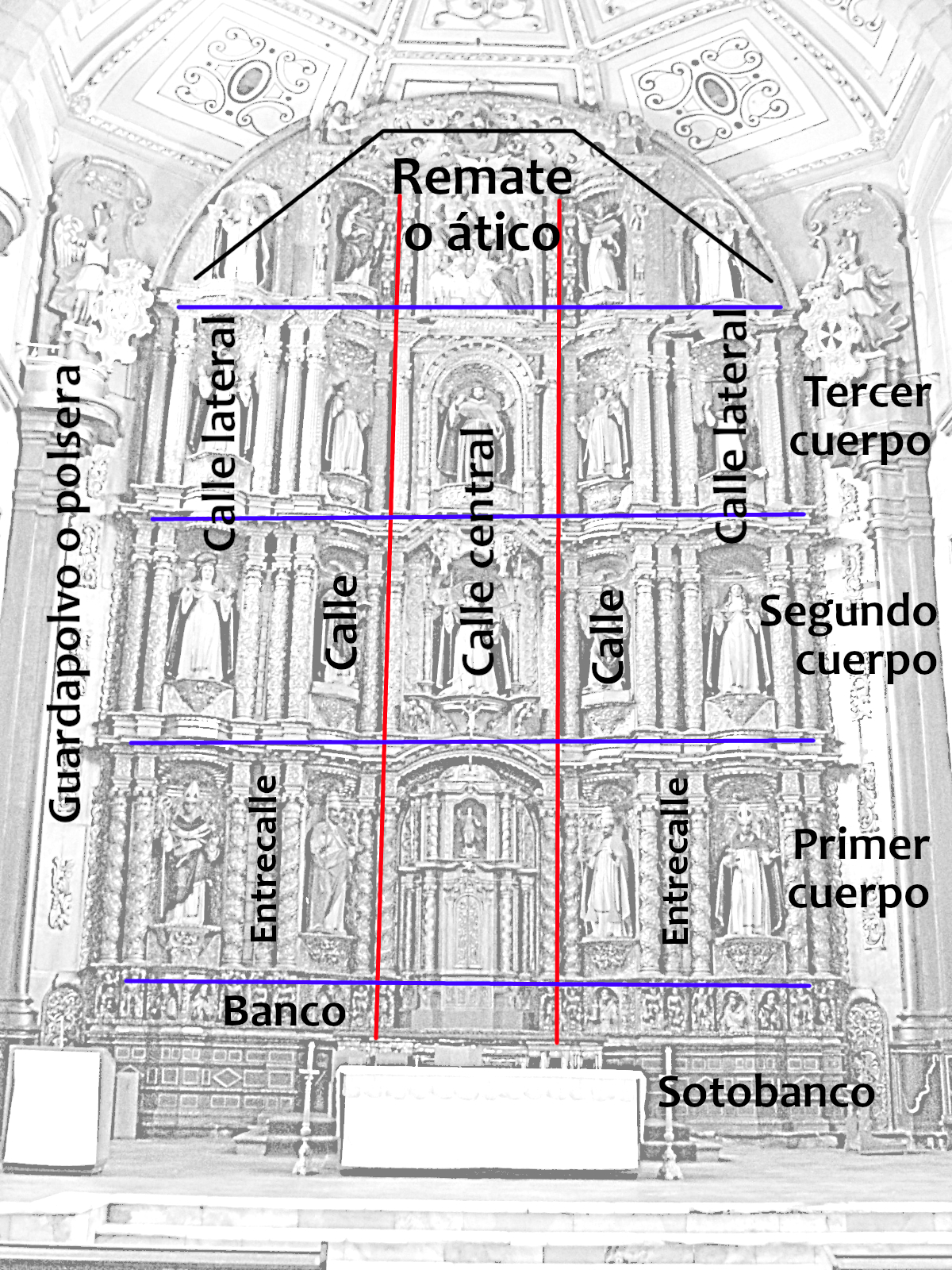
Composición básica de un retablo dorado de la Colonia.

## Estructura de un retablo
La estructura básica de un retablo es la siguiente:
- Remate o ático: Es la parte superior del retablo.
- Banco: La base o basamento del retablo. Es la parte inferior. Cuando está dividida en dos secciones, la de abajo se le denomina «sotabanco» o «predela».
- Cuerpo: Son las divisiones horizontales o pisos del retablo.
- Calle: Las divisiones verticales, separadas por partes más estrechas denominadas «entrecalles».
- Casa: Los espacios cuadrangulares o rectangulares que forman la retícula de cuerpos y calles y donde se suelen encontrar las esculturas o pinturas
- Entrecalles: Las secciones verticales estrechas que separan las calles.
- Guardapolvo: La pieza o saledizo que enmarca el retablo de forma lateral o superior; también se denomina «polsera».

## Antecedentes históricos
La palabra retablo proviene del latín retro (detrás) y tabula (mesa o altar). Los antecedentes de los retablos datan del siglo V, cuando se colocaban en las basílicas cristianas primitivas, frontales en la parte posterior del altar, justo en los tiempos en los que los sacerdotes comenzaron a darle la espalda a la gente durante la misa.
Durante la Edad Media, los retablos comenzaron a adornarse y enriquecerse. Pero fue hasta el barroco, en el que alcanzan todo su esplendor.
Los retablos castellanos y andaluces de los siglos XVI y XVII pueden considerarse como los antecedentes de los retablos mexicanos. Los arquitectos que llegaron a Nueva España, para construir los templos, procedían de Valencia, Andalucía, Extremadura y Castilla.

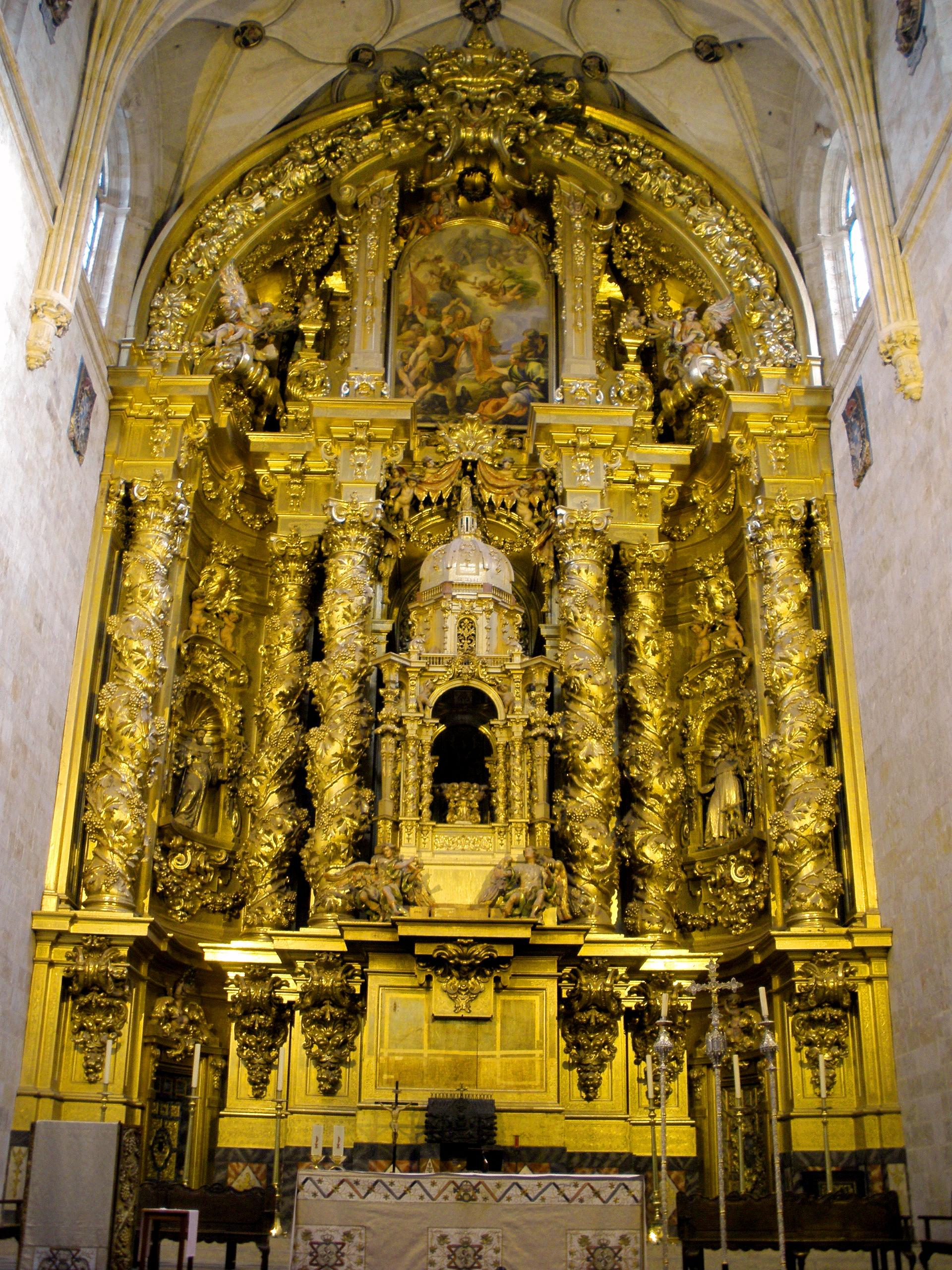
Retablo del convento de San Esteban, en Salamanca, de 1692, el cual originó el adjetivo churrigueresco.

En los retrablos españoles del barroco, se reemplazaron algunos símbolos religiosos y personajes bíblicos, por los modernos "adalides del catolicismo", como Santo Domingo y San Francisco, así como santos como San Ignacio, Santa Teresa y San Javier. La figura de José de Churriguera también fue importante, pues colocó al barroco salomónico como sello de sus obras arquitectónicas. Francisco de la Maza señala que el apelativo de 'churrigueresco' que se le da al barroco mexicano del siglo XVIII, está mal empleado, pues “tanto México ignoró la obra de Churriguera, como Churriguera ignoró a México.”
Según lo que señala Francisco De La Maza, es con los retablos dorados del siglo XVIII en Nueva España “donde puede estudiarse y sentirse (...) el verdadero Barroco Mexicano.”

### Primeros retablos
Los españoles recién llegados al territorio mexicano, establecieron el primer altar en las playas de Veracruz, como una mesa improvisada adornada con ramas y flores. Bernal Díaz señala que ahí se celebró la primera misa, oficiada por Bartolomé de Olmedo. En Tlaxcala también se realizó otro altar provisional para el culto católico, donde ofició Juan Díaz. Conforme se fueron tomando las ciudades, se fueron construyendo los templos religiosos, con la necesidad de instaurar un arte religioso. En todos los retablos que se hacían, participaban artistas indígenas, los cuales eran dirigidos por frailes. El Colegio de San José de Belén de los Naturales, dirigido por el fray Pedro de Gante, cumplía este propósito.
En 1550, las construcciones tuvieron reformas, pues se comenzaron a realizar iglesias majestuosas con una sola nave, que apuntaban en su testero a un gran retablo que llegaba hasta la bóveda. Algunos ejemplos de estos retablos se encontraron en Santo Domingo, Tiripitío, Michoacán de 1548; el de Yuriria, destruido en 1725; el de Cuitzeo de 1550, que permaneció hasta 1825; el de Tlatelolco de 1609. Muchos de estos primeros retlablos fueron destruidos durante el periodo neoclásico.

## Tipos de retablos
Según la tipología de Francisco De La Maza, se pueden distinguir los retablos novohispanos en dos grandes grupos, de acuerdo a las columnas que emplearon: renacentistas y barrocos. En el primer grupo están los creados durante el siglo XVI y principios del siglo XVII, que corresponden a los del tipo renacentista y plateresco; y en el segundo grupo están los retablos de la segunda mitad del siglo XVII y el siglo XVIII, de estilo barroco, salomónicos y estípites.
Los retablos centrales de los templos en el presbiterio, pueden ser denominados como Colateral Mayor, mientras que los retablos de los cruceros y cuerpo de los templos, son colaterales. Además, también se hacían retablos a los lados del presbiterio, como el que está en la capilla del Rosario en Atzcapotzalco.
Además de las clasificaciones indicadas anteriormente, Francisco de la Maza señala que hay retablos «anástilos», pues carecen de elementos de soporte, y también los hay «neóstilos» que, según Jorge Alberto Manrique, son los retablos de la segunda mitad del siglo XVIII que vuelven a usar columnas.
Clara Bargellini realiza una clasificación de los retablos a partir de su narrativa. Cronológicamente hablando, los pocos que se conservan del siglo XVI tienen un componente narrativo importante, pues cuentan "una historia en pintura alrededor de las imágenes centrales esculpidas". Los retablos novohispanos del siglo XVII también solían tener ciclos narrativos. Sin embargo, los retablos estípites y anástilos construidos en el siglo XVIII eran de tipo «icónico», es decir, son "una colección de imágenes, objeto de veneración", casi siempre de tipo escultórico, las cuales poseen una relación entre sí, pero no narran un acontecimiento.

### Retablos delsigloXVIy principios delsigloXVII

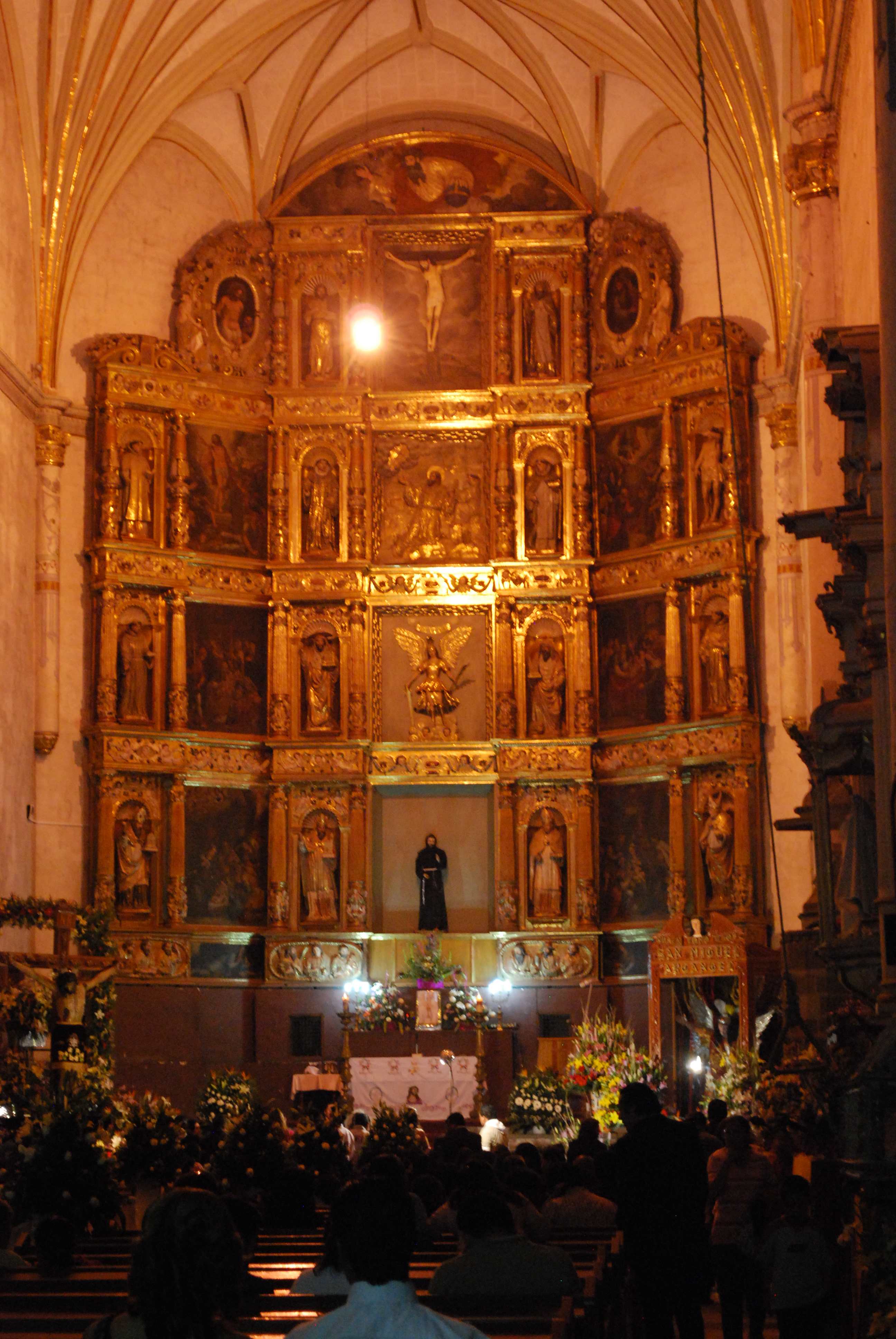
Vista del retablo del Convento de San Miguel Arcángel en Huejotzingo.

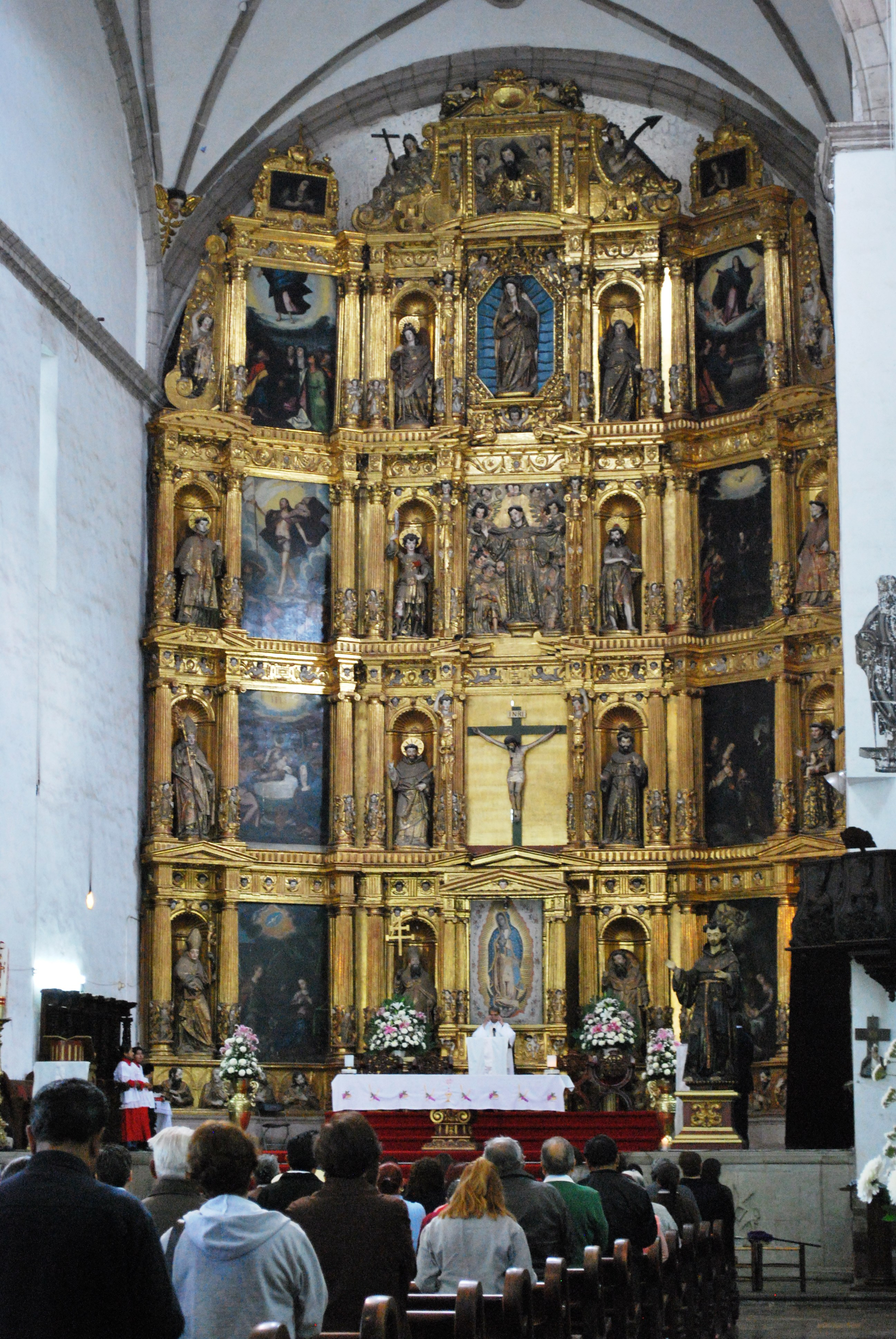
Vista del retablo del Templo de San Bernadino de Siena en Xochimilco.

De los retablos creados en el siglo XVI, quedan pocos, entre ellos los conventos de Huejotztingo, Xochimilco, Huaquechula, Cuauhtinchan, entre otros. La mayor parte fueron destruidos, según Francisco de la Maza, por el "barroco y la ignorancia".

#### Retablo del Convento de Huejotzingo
El retablo del convento de Huejotzingo fue construido después de 1580, esto se sabe porque el pintor de los cuadros del retablo, Simón Pereyns, firmó las pinturas en 1586. Las esculturas fueron, en su mayor parte,  de Pedro de Requena. El retablo se divide en retículas; horizontalmente posee tres cuerpos y un remate. Cada cuerpo tiene distintas columnas, el primero posee columnas de orden dórico, aunque están adornadas con ángeles y festones en el primer tercio y con anillos de querubines antes del capitel. El segundo cuerpo tiene columnas de orden jónico. El tercer cuerpo, tiene capiteles jónicos, aunque las columnas son de estilo plateresco. Así como el retablo del convento de Huejotzingo, en esta época, el diseño de los retablos novohispanos del siglo XVI era renacentista y plateresca, con antecedentes españoles muy claros.
Los retablos de este periodo tienen una composición regida sobre todo por el sentido teológico e histórico, para engrandecer a la Iglesia Católica. En el retablo del convento de Huejotzingo, su base contiene los medallones que representan a los apóstoles en grupos de tres, como símbolo de que son discípulos de Cristo y que son los primeros predicadores de la iglesia, sus cimientos. Arriba van los cuatro escritores de la iglesia: San Ambrosio, San Agustín, San Pedro Damiano y San Gregorio.  En el segundo cuerpo, en la parte media aparecen San Jerónimo y San Buenaventura, quienes crearon la doctrina de la Iglesia.
En los extremos del retablo, en el segndo cuerpo y al centro del tercero, están representados los frailes fundadores de las primeras órdenes religiosas, es decir, San Antonio de Padua y San Bernardino de Siena, así como San Bernardo y Santo Domingo de Guzmán, quienes fundaron las órdenes regulares de los cristerienses y dominicos. Entre estos dos está representado San Francisco de Asís.
En el retablo también se pueden apreciar los martirios de San Lorenzo y San Sebastián, así como la penitencia de San Juan Bautista y San Antonio Abad. La función de propaganda y adoctrinamiento aquí se cumple, pues para la religión católica era indispensable difundir la idea del sacrificio. Las pinturas del retablo narran las etapas de la vida de Cristo, desde su nacimiento, su presentación en el templo, la resurrección y su ascensión. La representación de Cristo crucificado aparece en lo alto, en el bulto del retablo y debajo del padre eterno.

#### Otros retablos
El retablo de Xochimilco, muy similar al de Huejotzingo, está dedicado a San Bernardino. Los de Huaquechula y Cuauhtinchán, no tienen esculturas, sólo pinturas que narran la vida de Cristo y se enmarcan entre esculturas de tipo plateresco. El retablo de Cuauhtinchán fue creado por Juan de Arrué. Por su parte, en Maní, Yucatán, tiene cariátides en vez de columnas, que posiblemente provengan del imafronte de la casa Montejo.
En el siglo XVII continuaron creándose retablos renacentistas, como el del altar de Santiago Tlatelolco, que fue destruido en 1861. Mandado a construir por Juan de Torquemada en 1609, tenía pinturas de Baltasar de Echave Orio; poseía cuatro cuerpos y un remate, en las cuales había catorce pinturas y catorce esculturas, además de cuatro relieves centrales.

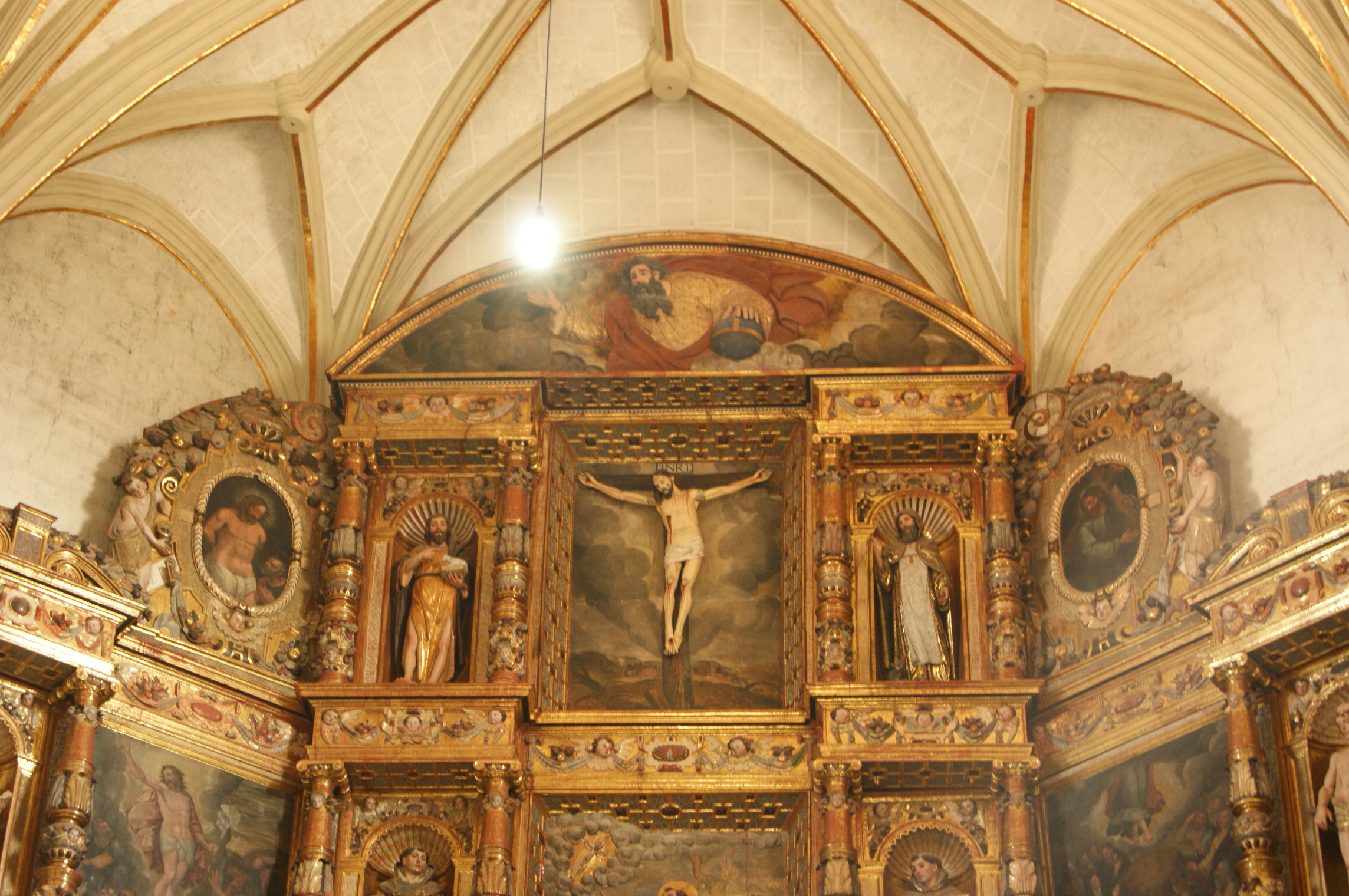
Detalle del remate del retablo del Convento de Huejotzingo
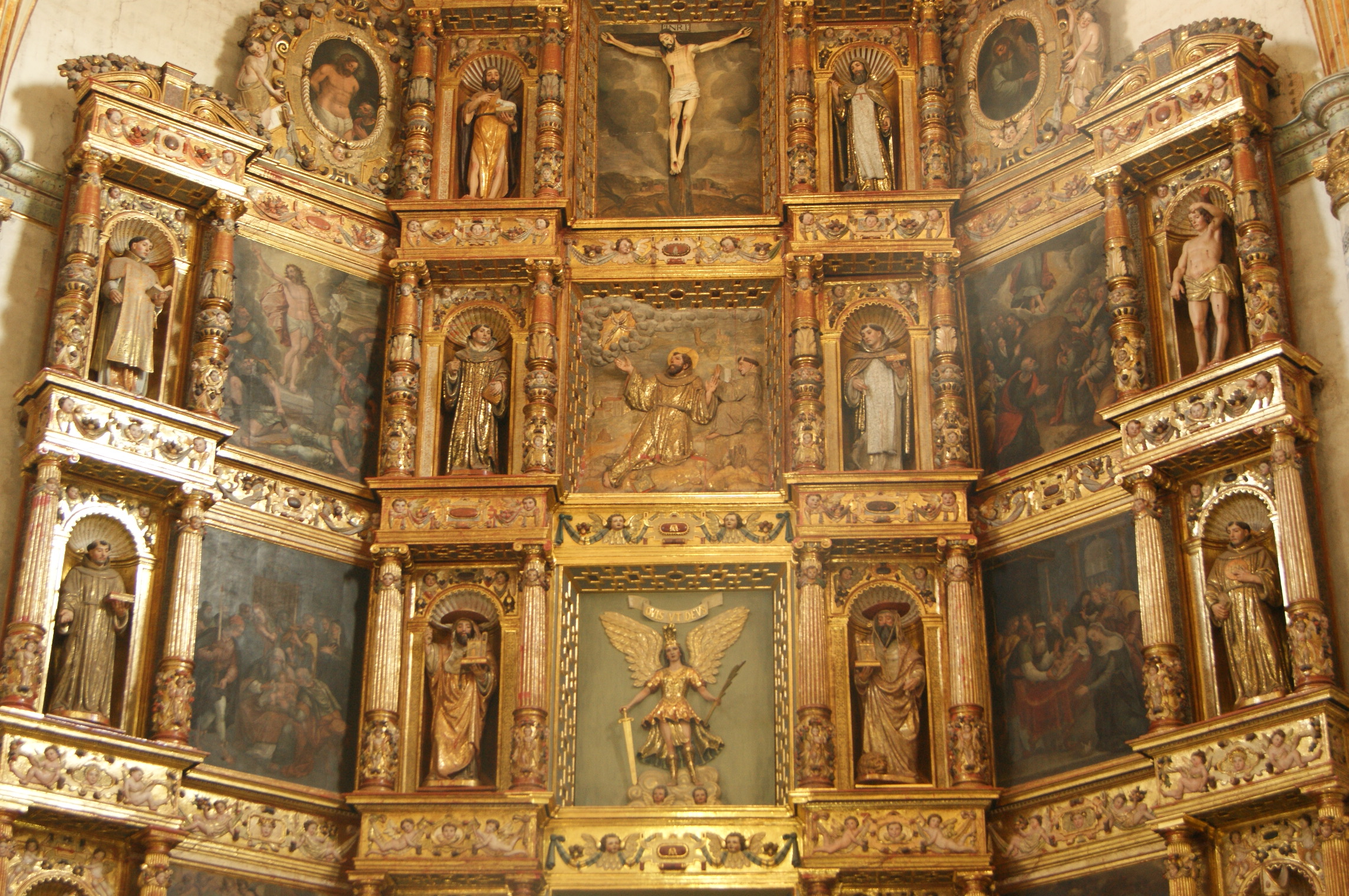
Detalle del segundo y tercer cuerpo del retablo del Convento de Huejotzingo
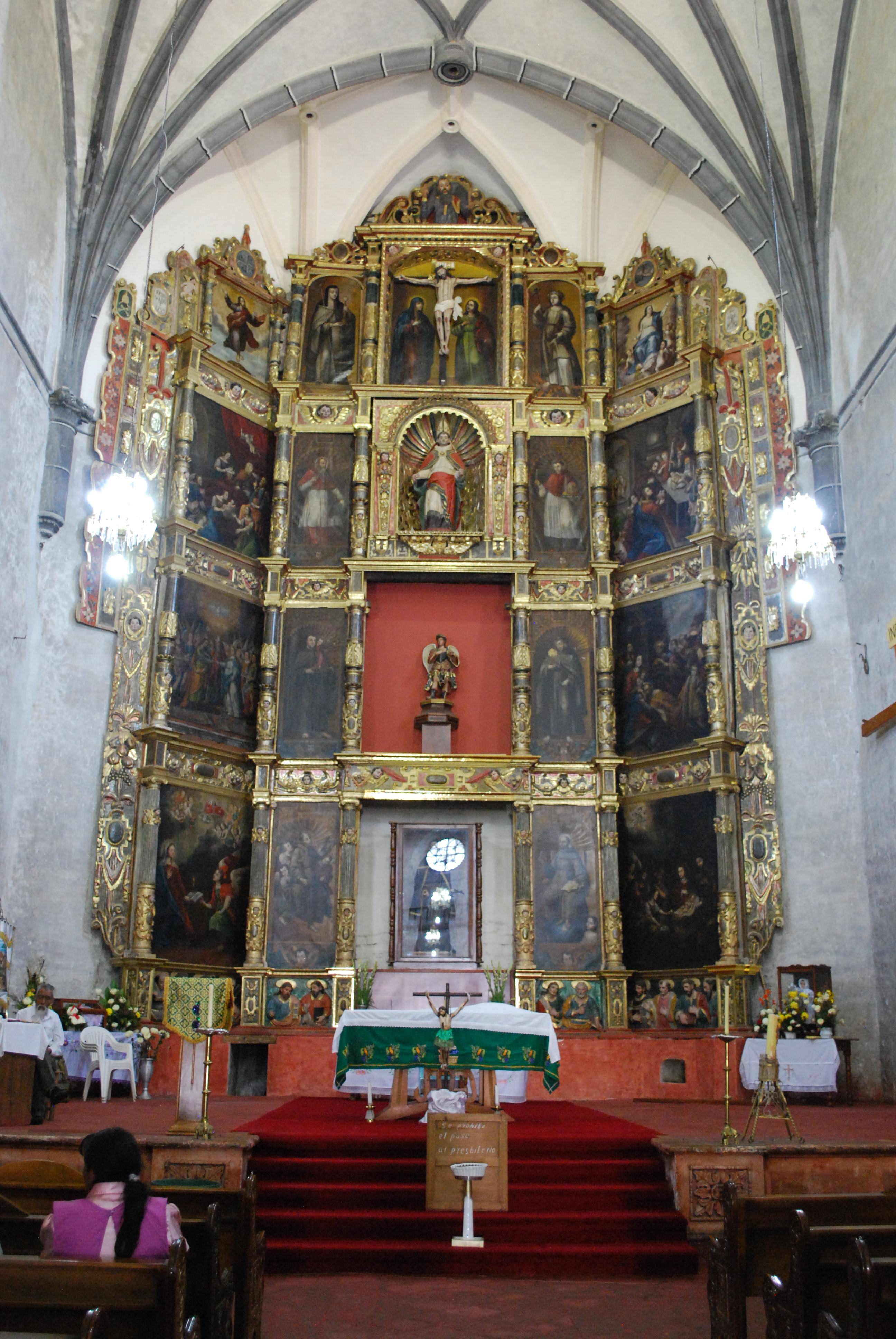
Retablo del Convento de San Martín Caballero, Huaquechula
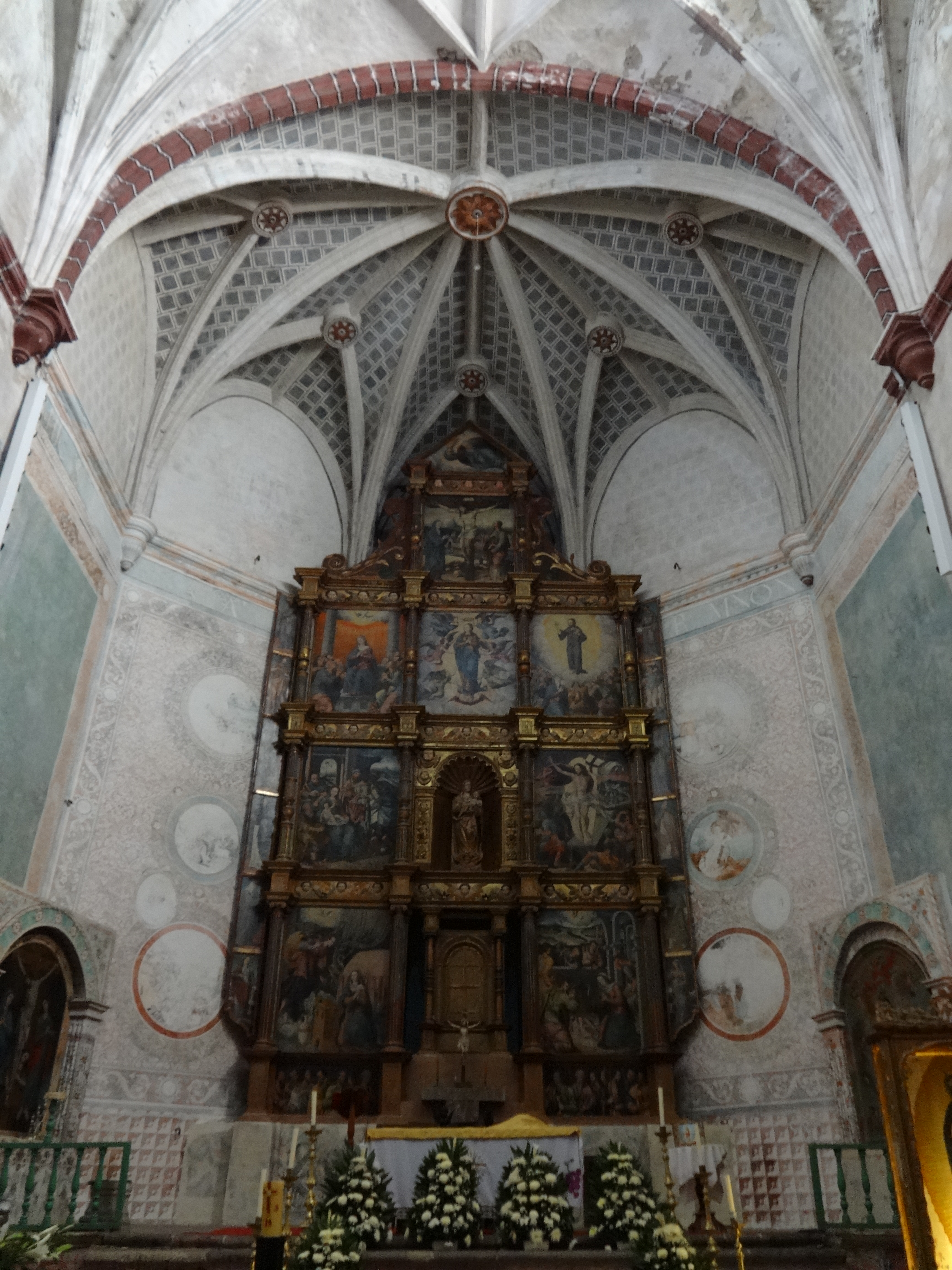
Retablo mayor del Convento de Cuauhtinchán.

### Retablos de la segunda parte delsigloXVIIysigloXVIII

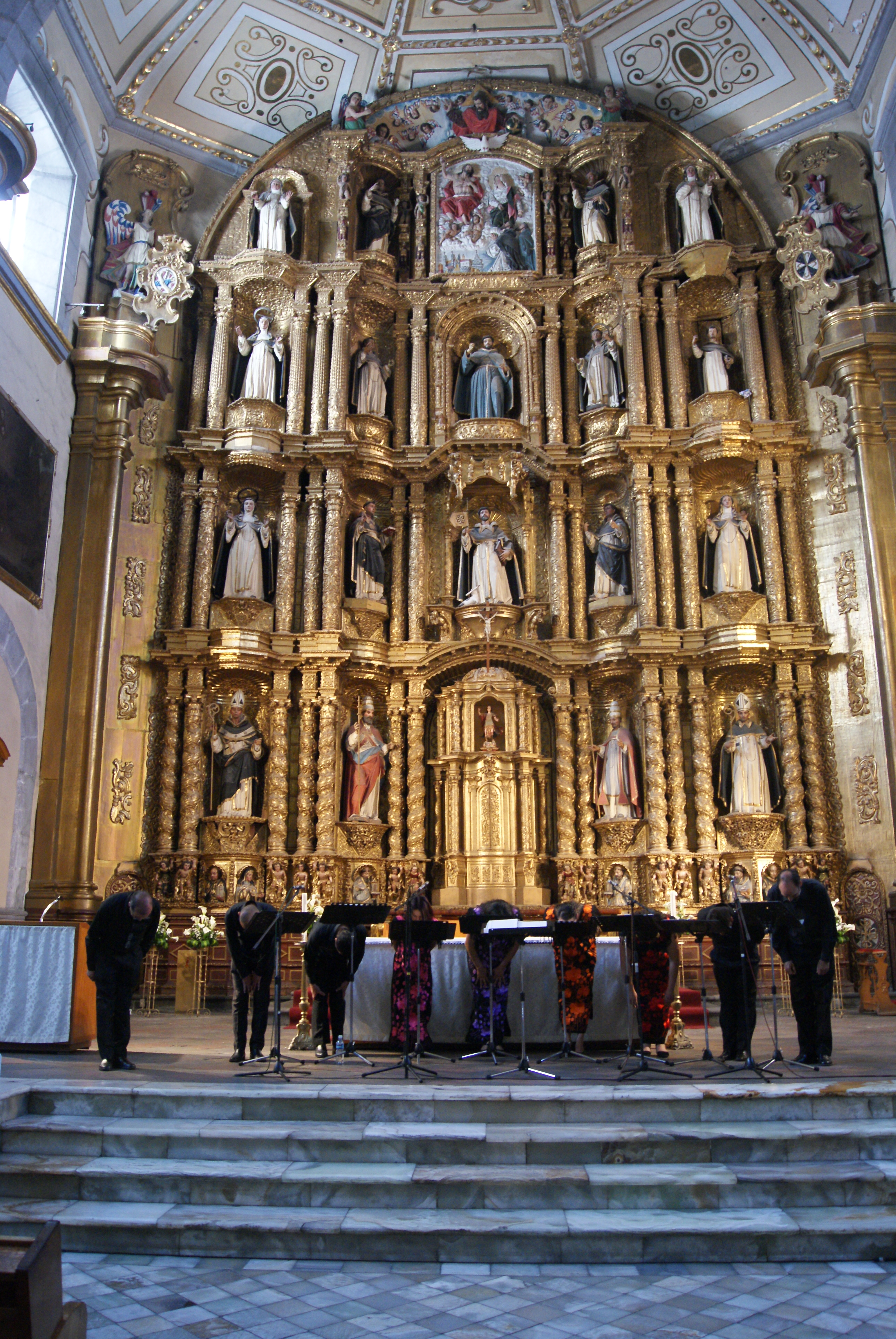
Vista del retablo central del Convento de Santo Domingo en Puebla.

Los retablos de esta época corresponden al barroco novohispano, que a diferencia del barroco europeo, tiene que ver con los sentimientos religiosos que particularmente se manifestaron entre los pobladores. "El indígena y el mestizo adquieren conciencia de una religiosidad especial representada en sus imágenes piadosas y en un afán de patriotismo que comienza."  Según De la Maza, ningún retablo de la segunda mitad del siglo XVII, permanece en pie, aunque es posible imaginar cómo eran, pues seguían la tipología de las fachadas de los templos.

Esta manera de concebir el retablo va a tener una gran repercusión en América. Aquí podemos decir que ya no se trata  de retablos sino de una serie de pilastras adosadas, estípites, columnas colocadas tan cerca unas de otras que no queda apenas  espacio entre ellas para  las estatuas que era la base de los anteriores retablos.
Felicitas Cabello Pérez

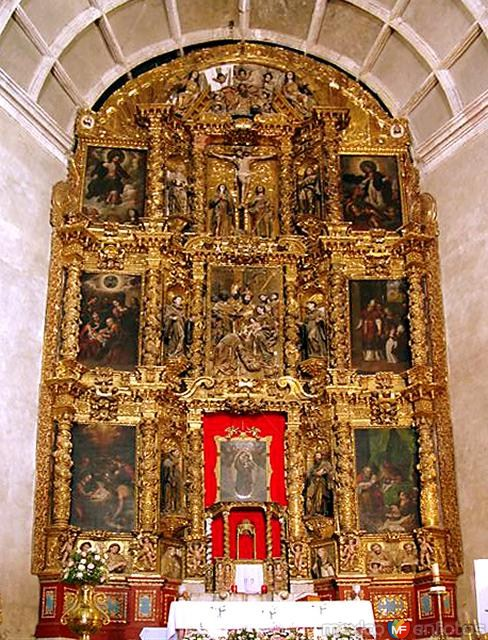
Retablo mayor del Templo de Meztitlán

En los retablos del barroco comienza un desequilibrio de las líneas y volúmenes, se olvida un poco la simetría y proporción, y se recarga el adorno. Las columnas también se modifican, pues comienzan a dividirse en tercios, adornando de manera profusa la primera parte. Más adelante, las estrías de las columnas comienzan a ondularse y quebrarse, como un antecedente de la columna en helicoide o columna salomónica, también característica del barroco novohispano.
En los retablos barrocos novohispanos también comenzarán a tener mayor protagonismo las advocaciones de vírgenes y santos. Cuando se trata de la Virgen de Guadalupe, ésta aparecerá en el centro con sus apariciones a los lados, y acompañada de San Joaquín y Santa Ana. Si se trata de San Francisco, a sus lados estarán sus amigos y discípulos para darle gloria a la orden religiosa representada. En este sentido, en el retablo mayor del Templo de Santo Domingo en Puebla, realizado por Pedro Maldonado, destacan los hábitos blancos de la orden dominica con un fondo de columnas de oro. Las figuras de Cristo y la Virgen pasan desapercibidas, e incluso Dios padre no tiene tanta relevancia dentro de la iconografía.
De finales del siglo XVII, un retablo a destacar es del Templo de Meztitlán, creado por Salvador de Ocampo en 1696. Las seis columnas salomónicas del retablo forman cinco calles. Posee dos tableros de medio relieve en el que aparecen San Benito y San Bernardo. También aparecen dos tableros de medio relieve con los cuatro evangelistas, y a sus lados San Guillermo y San Nicolás. Las columnas salomónicas del primer cuerpo están revestidas de parras, en el segundo cuerpo están "revestidas de follaje de hojas y en la calle de en medio un tablero de medio relieve de Los Reyes y a los lados dos nichos capialzados con Santo Tomás de Villanueva y San Juan Sahagún...". El retablo es de madera de cetro y ayacagüite, con un dorado de oro.

Según Manuel Toussaint, algunos de los retablos barrocos más notables son los del Templo franciscano de Tlalmanalco, el de la Tercera Orden, en Tlaxcala; el del Templo de Ozumba en el Estado de México, y los de la Capilla de los Ángeles en la Catedral Metropolitana.

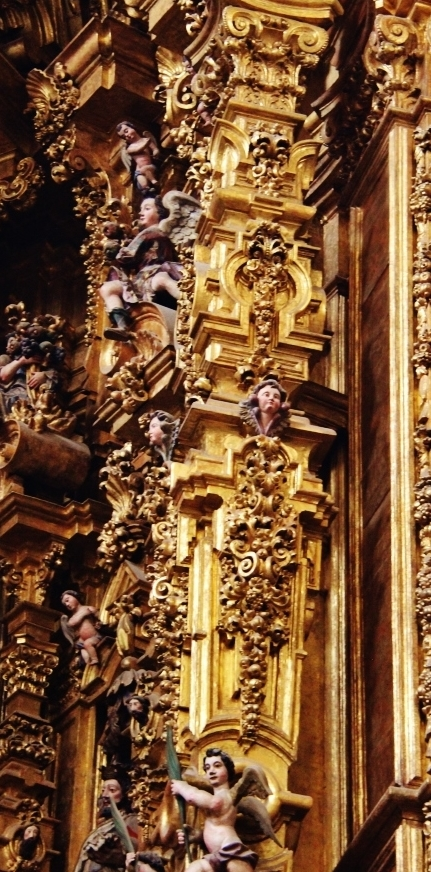
Detalle de una pilastra estípite del Retablo de los Reyes de la Catedral Metropolitana de la Ciudad de México.

#### La pilastra estípite
La pilastra estípite fue una innovación del barroco novohispano, que se reflejó tanto en las portadas de los templos como en los retablos en el siglo XVIII. Sin embargo, este elemento arquitectónico tiene una raíz antigua, que se basa en la pirámide trunca invertida, la cual usaba la tradición grecorromana como pedestal para las estatuas y bustos. La pilastra estípite como aplicación decorativa apareció en la Nueva España cuando el barroco ya se había desarrollado plenamente y "consiste en un zócalo sobre el que se eleva la pirámide invertida; tras de ella, después de molduraciones, viene un cubo con medallones que hacen marco a santos, ángeles, flores o motivos ornamentales; luego suben más molduras y todos los juegos decorativos imaginables hasta llegar al capitel que es siempre corintio." Este elemento decorativo fue desarrollado por los arquitectos Jerónimo de Balbás y Lorenzo Rodríguez, aunque Cabello Pérez señala que el estípite nació en Madrid, en los últimos años del siglo XVII.
Los tres primeros retablos con pilastras estípites en México, creados por Balbás, fueron el del retablo del Perdón, de los Reyes, y el Mayor de la Catedral de la Ciudad de México. En estos retablos, el soporte ya no es la columna, sino este tipo de pilastra.
Pero la pilastra estípite seguirá modificándose, como sucede en los templos del Bajío, en el que este tipo de adorno adquiere un trazo imposible, en el que hay un disloque total. "Si en el Sagrario de México o en Tepozotlán cada uno de los elementos del estípite es perfectamente lógico en su concepción arquitectónica, aquí, lo que debería ser una piramidal, es un tiesto de flores y lo que debería ser un cubo se convierte en una calabaza."
El Templo de San Agustín en Salamanca también ofrece un ejemplo de la apoteosis barroca que alcanzaron los retablos novohispanos. Los retablos de los cruceros son escenarios de teatro en el que la escultura logra lo que antes sólo era posible con la pintura.

#### Retablos del Templo de San Francisco Javier, Tepotzotlán
En el Templo de San Francisco Javier en Tepotzotlán, desde 1964 Museo Nacional del Virreinato, se localizan 13 retablos dorados elaborados en el siglo XVIII, y que corresponden al barroco mexicano. Fueron tallados en madera de cedro blanco, la cual recibió un proceso de dorado con hoja de oro. Asimismo, posee piezas escultóricas en madera, con estofado y policromado. El retablo principal, en el presbiterio, está dedicado a San Francisco Javier, los laterales a San Estanislao de Kostka y a San Francisco de Borja. En el crucero hay dos retablos dedicados a la Virgen de Guadalupe y a San Ignacio de Loyola. También hay dos, dedicados a la Virgen de la Luz y a San José, en la nave. Y los últimos del sotocoro, corresponden a dos grandes lienzos dedicados a la Virgen de la Compañía de Jesús y una Alegoría de la Preciosísima Sangre.
El templo posee programa iconográfico en el retablo que se relaciona con el del imafronte o portada principal. En otras fachadas barrocas de México ocurre esta correspondencia, y autores como Manuel González Galván afirman que "las fachadas barrocas mexicanas se han convertido en innumerables ocasiones en retablos pétreos que declaran en el exterior lo que se ubica en su espacio interno."

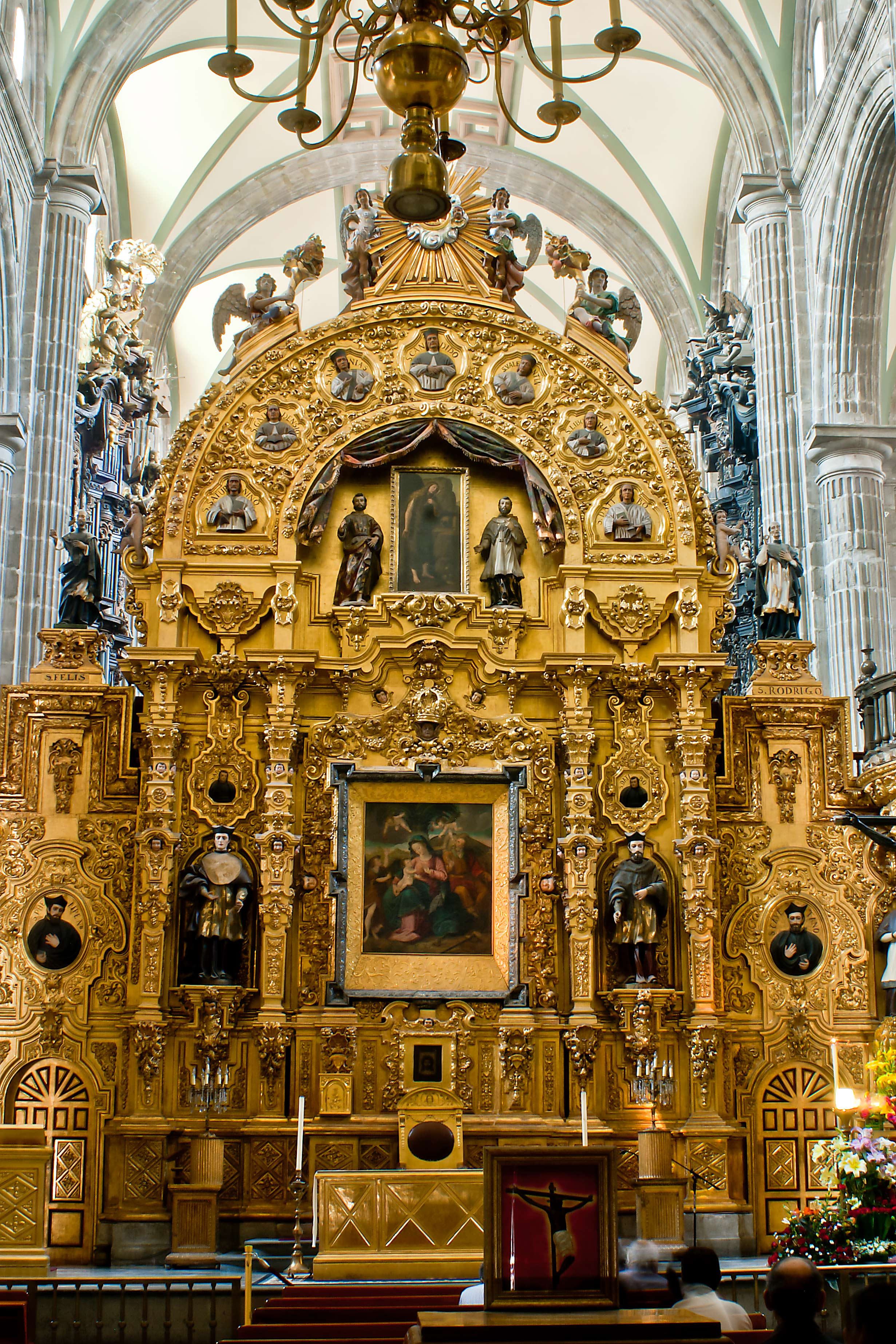
Detalle del Altar del Perdón en la Catedral Metropolitana de la Ciudad de México.
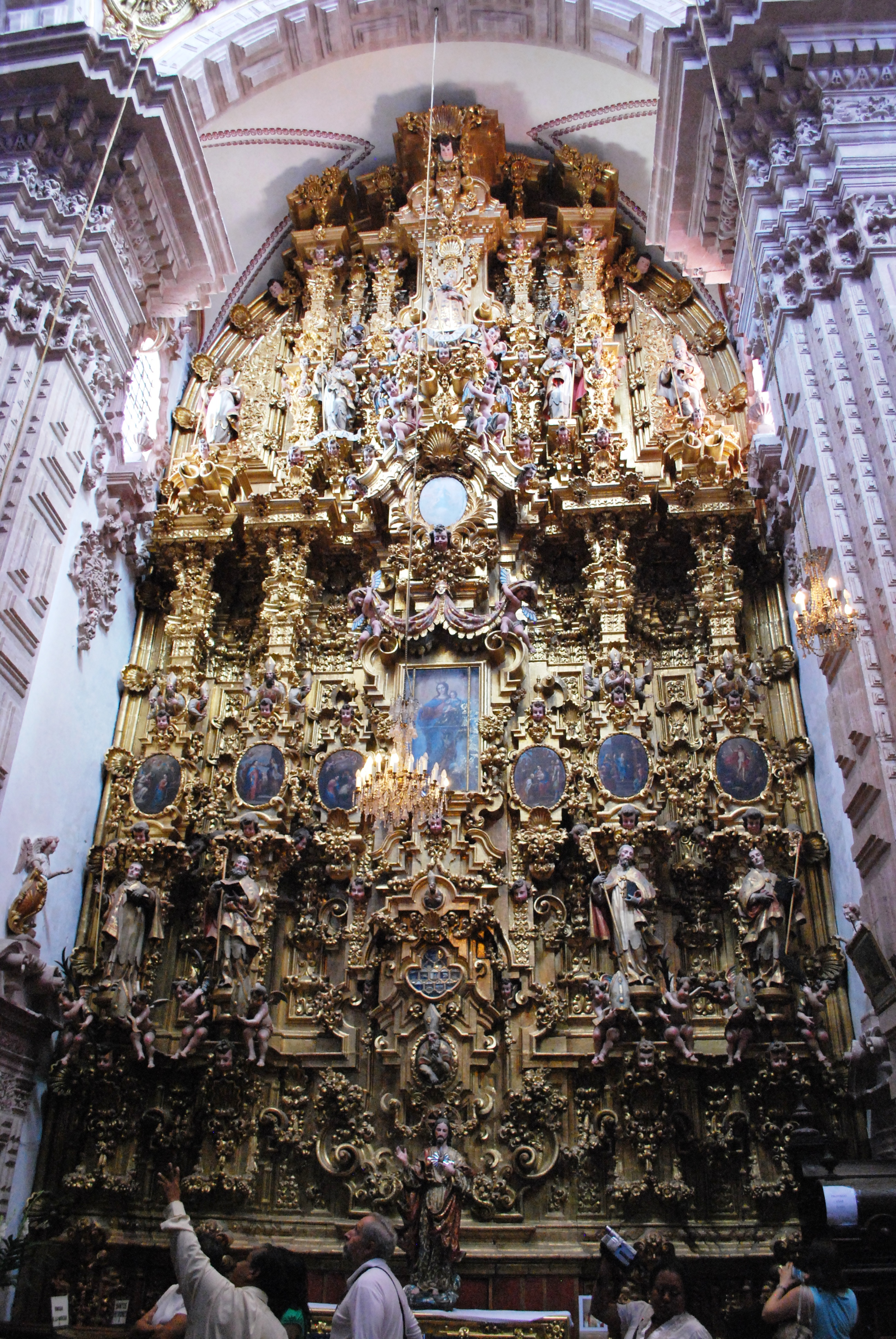
Retablo colateral del Templo de Santa Prisca, Taxco.
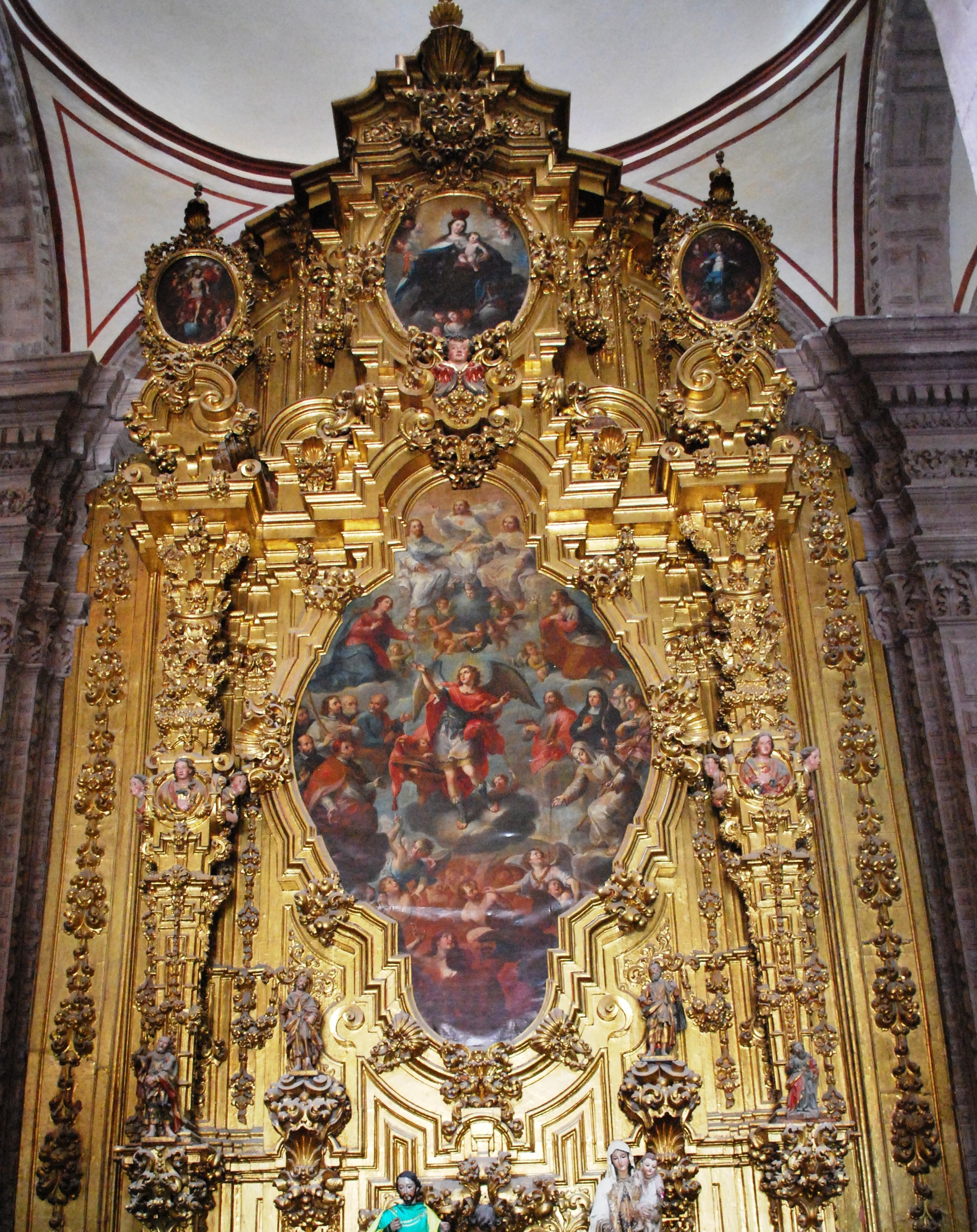
Retablo colateral del Templo de Santa Prisca, Taxco.
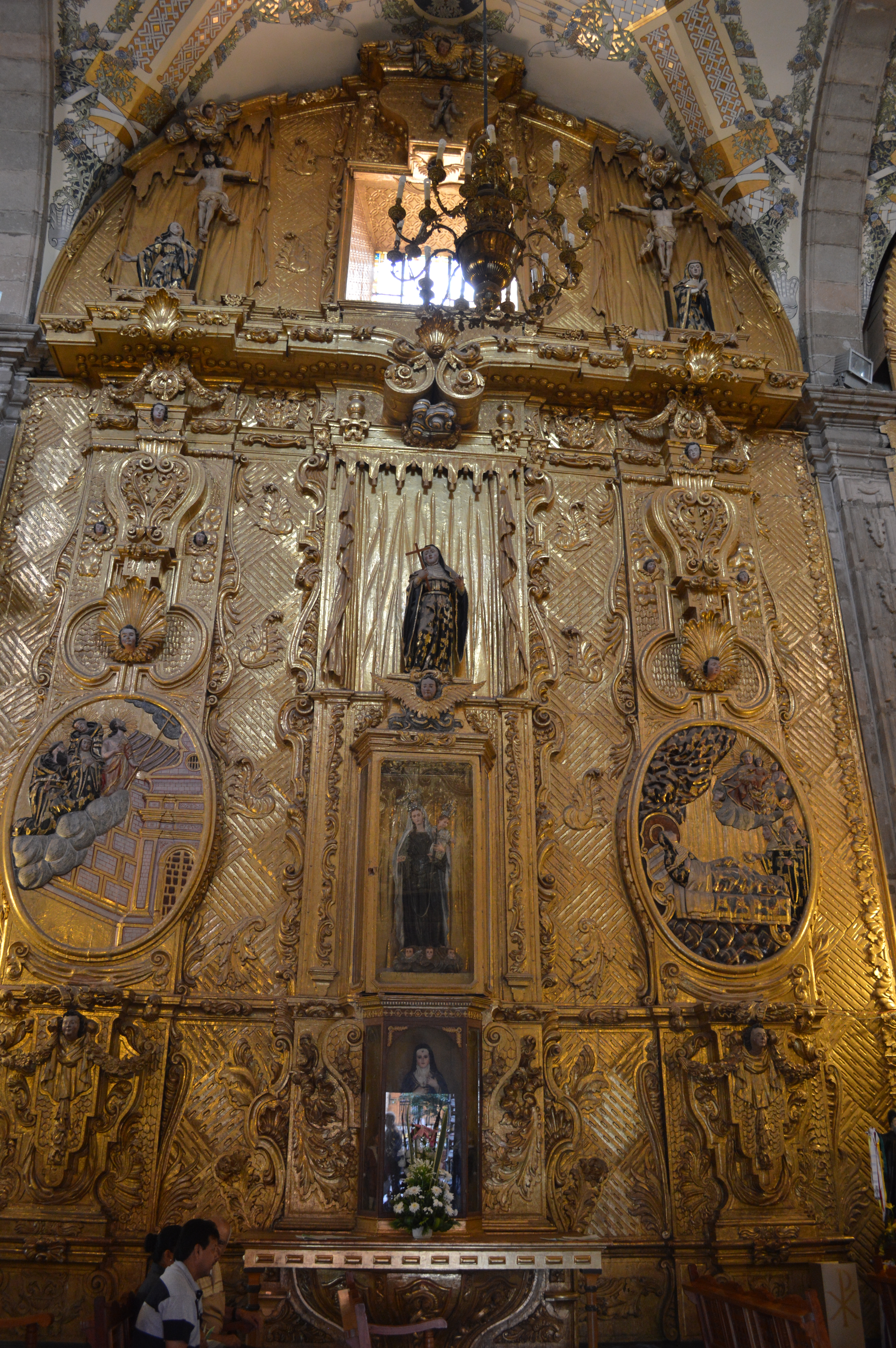
Vista de un retablo lateral en el Templo de San Agustín, Salamanca.
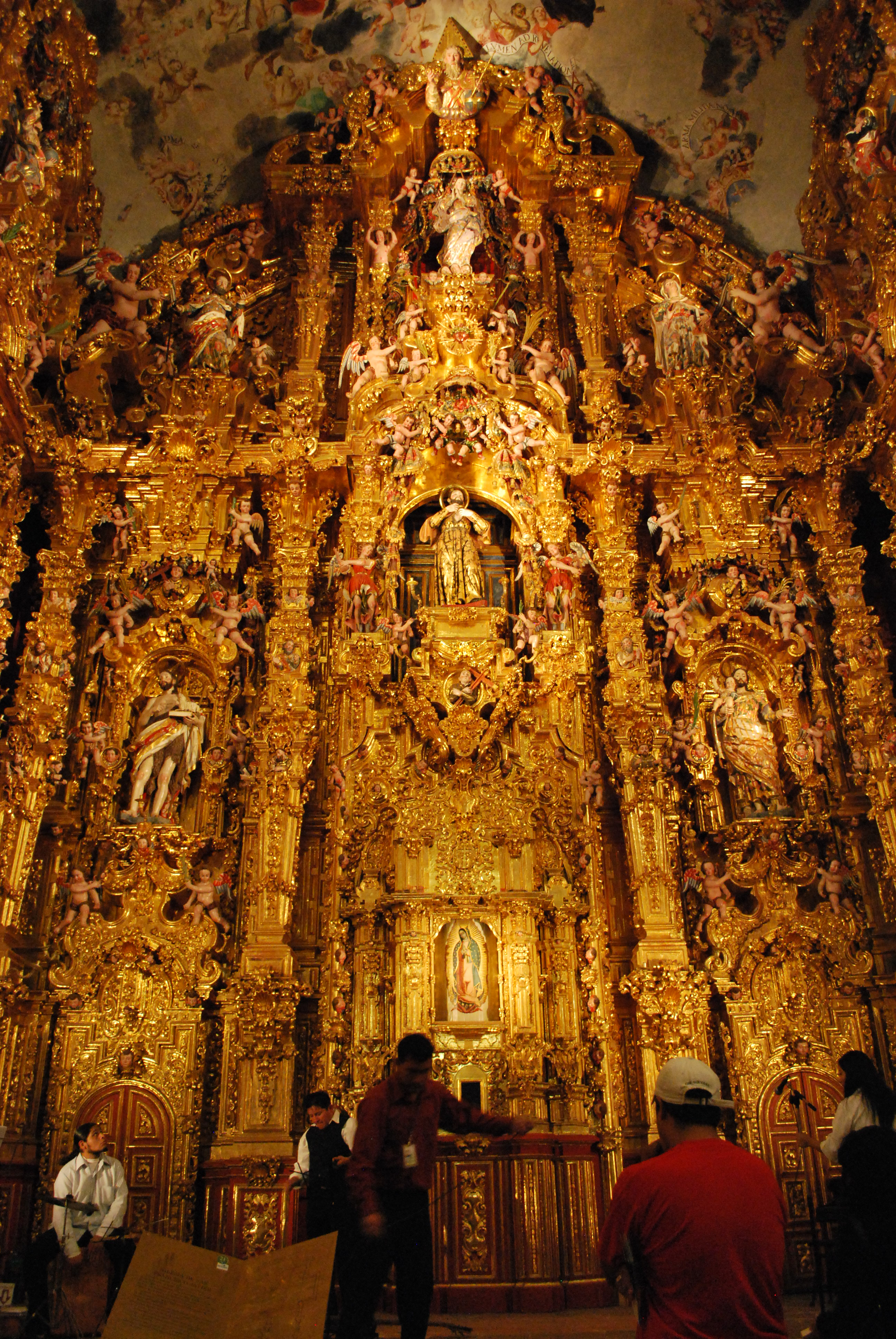
Retablo mayor del Templo de San Francisco Javier, Tepotzotlán.
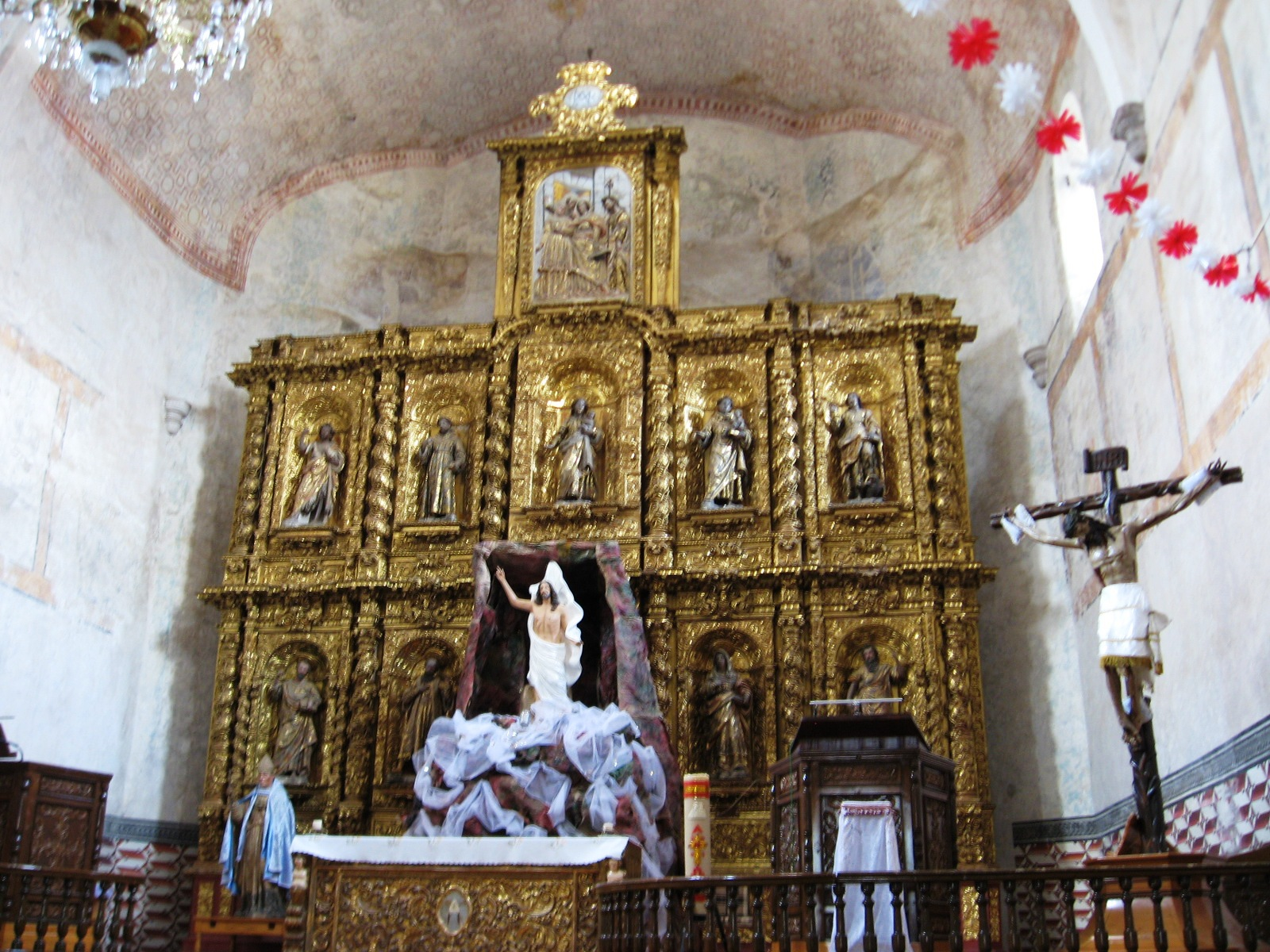
Retablo del altar mayor en el Convento de Tlalmanalco
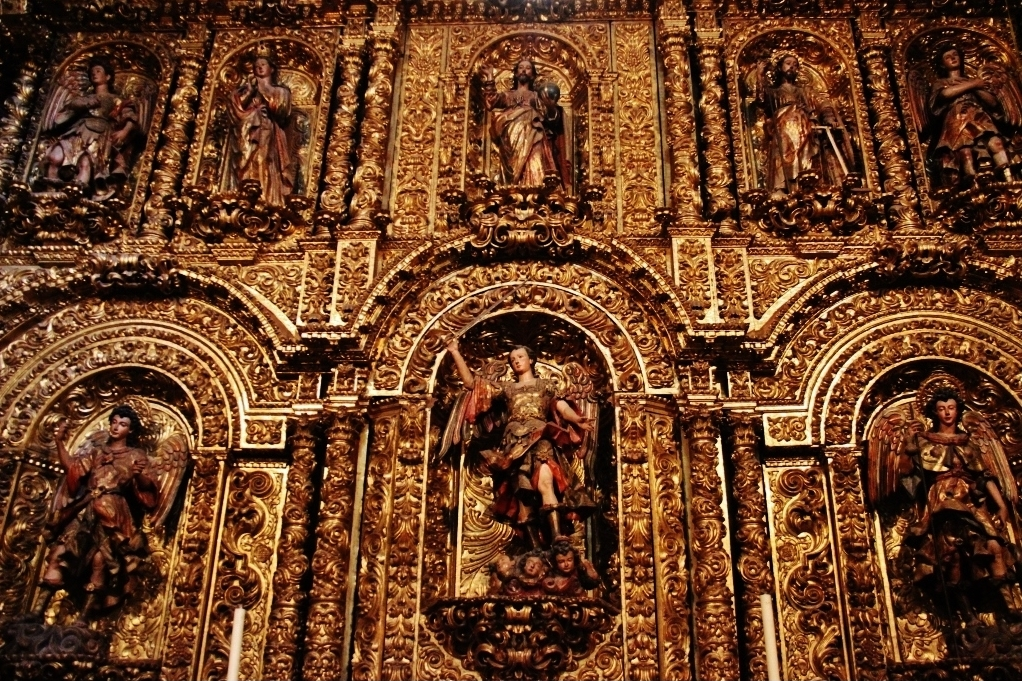
Retabo de la Capilla de los Ángeles, Catedral Metropolitana de la Ciudad de México.